# 圣热涅斯德马尔瓜雷斯站
圣热涅斯德马尔瓜雷斯站是法国的一个铁路车站，位于法国加尔省的圣热涅斯德马尔瓜雷斯境内。

## 位置
圣热涅斯德马尔瓜雷斯站位于圣热涅斯德马尔瓜雷斯市镇中心的北部，省道D7线和D124线交汇处附近。车站大致呈南北走向，车站站房位于铁路线东侧，但前往站台则需从车站北侧的铁路平交道口进入。

## 设施
圣热涅斯德马尔瓜雷斯站是一个乘降所，没有人工售票窗口和自动售票设施，在该站乘降的乘客需主动购票或使用通勤卡。原有的站房已成为私有财产。
圣热涅斯德马尔瓜雷斯站的站内没有地下通道或天桥，前往对侧站台需横穿铁路正线，因此该站存在一定的安全隐患。

## 停靠线路
以下列车线路在圣热涅斯德马尔瓜雷斯站停靠：
| 圣热涅斯德马尔瓜雷斯站列车线路表             |      |                          |                  |                 |
| 线路                                         | 车种 | 上一站                   | 下一站           | 大致运行频率    |
| 克莱蒙费朗—尼姆                              | TER  | 阿莱斯/诺济耶尔-布里尼翁 | 丰-圣马梅尔/尼姆 | 每天2趟左右     |
| 芒德—尼姆                                    | TER  | 阿莱斯                   | 丰-圣马梅尔/尼姆 | 每天2趟左右     |
| 朗格涅/拉巴斯提德圣洛朗/热诺拉克/阿莱斯—尼姆 | TER  | 阿莱斯/诺济耶尔-布里尼翁 | 丰-圣马梅尔/尼姆 | 每天8趟左右     |
| 热诺拉克→蒙彼利埃                            | TER  | 诺济耶尔-布里尼翁        | 丰-圣马梅尔      | 每天1班（单向） |
| 1. 2.                                        |      |                          |                  |                 |

## 配套交通

### 长途客车
| 停靠圣热涅斯德马尔瓜雷斯的大巴车 |                       |                                                                             |
| 上下车地点                       | 运营单位              | 主要目的地                                                                  |
| 车站门口                         |                       | 阿莱斯 （当铁路线施工或罢工时，SNCF可能也会提供途径该线路沿途站点的大巴车） |
| 市区                             | 加尔省城际客运 edgard | 804 （尼姆都市圈社区西北部主要市镇）                                        |
| 1. 2. 3.                         |                       |                                                                             |

### 城市公共交通
圣热涅斯德马尔瓜雷斯站附近暂无城市公共交通线路。

### 社会车辆
圣热涅斯德马尔瓜雷斯站没有对应的社会车辆停车场，仅站房前方大约可以停靠少量小型机动车。

## 临近车站
| 圣热涅斯德马尔瓜雷斯站（Gare de Saint-Géniès-de-Malgoirès） |                          |                       |
| 上行车站                                                    | 线路                     | 下行车站              |
| 诺济耶尔-布里尼翁站 3.2km ←                                 | 圣日耳曼德福塞－尼姆铁路 | 丰-圣马梅尔站 → 4.9km |
| - 本表仅显示运营中的线路及车站                              |                          |                       |